# 에디 요스트
에드워드 프레더릭 조지프 요스트(1926년 10월 13일 ~ 2012년 10월 16일)는 미국의 전 프로 야구 선수이자 코치이다. 메이저 리그 베이스볼(MLB) 경력의 대부분을 워싱턴 세너터스의 붙박이 3루수로 뛰었고, 이후 디트로이트 타이거스와 로스앤젤레스에서 각각 두 시즌을 뛰다가 1962년 시즌을 마지막으로 은퇴했다.
5 피트 10 인치 (1.78 m), 170 파운드 (77 kg)의 체격을 지녔었고, 우투우타였다. 수많은 볼넷을 얻어 걸어나갔기 때문에 선수 시절 "걸어나가는 사내"(The Walking Man)라는 별명으로 불렸고, 통산 볼넷 부문에서 피트 로즈, 윌리 메이스, 스탠 뮤지얼, 행크 에런 등의 쟁쟁한 타자들을 제치고 메이저 리그 역대 11위에 이름을 올리고 있다. 역대 최고의 리드 오프 중 한 명이자 수비 면에서는 당대 최고의 3루수로 이름을 날렸다.